# Серов, Илья Александрович
Илья Александрович Серо́в (13 (26) июля 1917 — 3 марта 2009) — советский лётчик штурмовой авиации Военно-морского флота во время советско-японской войны, Герой Советского Союза (14.09.1945). Подполковник (2.10.1951).

## Биография
Родился 13 (26) июля 1917 года в Москве в семье рабочего. Окончил 7 классов. Работал слесарем на заводе.
В ВМФ СССР с 1935 года. В 1938 году окончил Военно-морское авиационное училище имени Сталина. Много лет после его окончания служил в ВВС Тихоокеанского флота: младший лётчик, с декабря 1940 старший лётчик, с мая 1941 — заместитель командира эскадрильи 115-го морского разведывательного авиационного полка; с июня 1943 — командир эскадрильи 37-го штурмового авиаполка, с марта 1945 — командир эскадрильи 26-го штурмового авиаполка ВВС флота. Член ВКП(б) с 1940 года.  
Командир эскадрильи 26-го штурмового авиационного полка (12-я штурмовая авиационная дивизия, ВВС Тихоокеанского флота) старший лейтенант Илья Серов отличился во время советско-японской войны в августе 1945 года. Совершил несколько боевых вылетов на штурмовике Ил-10, в ходе которых методом топмачтового бомбометания потопил лично один и в группе один транспорт противника. При высадке Расинского десанта участвовал в подавлении японских зенитных батарей, обеспечивая действия других авиационных групп.
Указом Президиума Верховного Совета СССР от 14 сентября 1945 года «за образцовое выполнение заданий командования на фронте борьбы с японскими милитаристами и проявленные при этом отвагу и геройство» старшему лейтенанту Серову Илье Александровичу присвоено звание Героя Советского Союза с вручением ордена Ленина и медали «Золотая Звезда» (№ 7152).
После войны И. А. Серов продолжал службу в ВВС ВМФ. В 1947 году он окончил Высшие офицерские курсы авиации ВМС. С июня 1947 по октябрь 1949 года командовал эскадрильей 8-го штурмового авиаполка ВВС 5-го ВМФ. Затем вновь убыл на учёбу и в 1954 году окончил Военно-воздушную академию. С мая 1954 года служил начальником штаба 51-го минно-торпедного авиаполка ВВС 4-го ВМФ (с 1956 года — Балтийский флот). В 1957 году был переведён в Войска ПВО страны. С 1969 года подполковник Серов И. А. — в запасе.
Работал в Латвийском морском пароходстве, плавал 1-м помощником капитана на судах загранплавания «Имант Судмалис», «Нарва», «Хасан», «Роя», «Артем», «Арагви», «Коллонтай», «Кашира», «Котлас», «Инженер Нечипоренко». Вышел на пенсию в 1987 году. Жил в столице Латвии — городе Рига, затем переехал в Москву. Умер 3 марта 2009 года. Похоронен на Леоновском кладбище в Москве.

## Память
- Бюст установлен на аллее Героев перед штабом 7060-й авиабазы морской авиации ТОФ (в/ч 69262) в гарнизоне Елизово Камчатского края.
- Мемориальная доска установлена в Москве на доме, в котором жил И. А. Серов (ул. Енисейская, дом 2, корп.2).
- Именем Героя названа улица в городе Владивосток.

## Награды
- Медаль «Золотая Звезда» Героя Советского Союза (14.09.1945);
- орден Ленина (14.09.1945);
- орден Красного Знамени (13.08.1945);
- орден Отечественной войны 1-й степени (11.03.1985);
- два ордена Красной Звезды (23.07.1944, 17.05.1951);
- медаль «За боевые заслуги» (10.11.1945);
- медали.